# Beda Löberg
Beda Elisabeth Löberg, född 22 juli 1895 i Hjo församling, Skaraborgs län, död 5 juli 1973 i Djursholm, Danderyds församling, Stockholms län, var en svensk målare.
Hon var dotter till Lars Johan Carlsson och Hilda Johansdotter och från 1930 gift med Gunnar Löberg. Hon bedrev självstudier under resor till Polen och Tjeckoslovakien 1927 samt under ett flertal år i Sverige. Efter 20 års egna konststudier debuterade hon med en separatutställning på Modern konst i hemmiljö 1939 som följdes upp med ateljéutställningar i Djursholm. Hennes konst består av blomsterstilleben, porträtt, stadsbilder och landskapsmålningar. Löberg är representerad vid Eskilstuna konstmuseum.